# Клара Саксен-Лауэнбургская
Клара Саксен-Лауэнбургская (13 декабря 1518, Лауэнбург — 27 марта 1576, Барт, Герцогство Померания) — принцесса Саксен-Лауэнбурга по рождению и герцогиня Саксен-Люнебурга по браку.

## Биография
Клара родилась 13 декабря 1518 года в Лауэнбурге-на-Эльбе в семье герцога Магнуса I Саксен-Лауэнбургского (1470—1543) и его жены Екатерины (1488—1563), дочери герцога Генриха I Брансуик-Вольфенбюттельского.
29 сентября 1547 года в замке Саксен-Лауэнбург в Амт-Нойхаусе она вышла замуж за герцога Франца Брауншвейг-Люнебургского (1508—1549). Супруги были очень любимы своими подданными, хоть их короткий брак по договорённости и был неудачным. У них было две дочери:
- Екатерина (1548—1565)

∞ 1564 бургграф Генрих VI Плауэнский (1536—1572)
- Клара (1550—1598)

∞ 1565 князь Бернгард VII Ангальт-Цербстский (1540—1570)
∞ 1572 герцог Богуслав XIII Померанский (1544—1606)
Клара была очень доброй и занималась лекарством, готовила травяное пиво для бедных и больных; пиво продолжали варить и спустя много лет после её смерти.
После безвременной кончины своего мужа Клара жила в Фаллерслебене на вдовью часть наследства, обещанную ей в качестве пожизненной ренты. Там она закончила строительство своего замка в 1551 году и оказала благотворное влияние на местную экономику. Позже она уехала ко двору своей дочери в Барте, где и умерла 27 марта 1576 года. Клара была похоронена в церкви Святой Марии. Её гробница в часовне замка в Гифхорне пуста.